# Flamberge

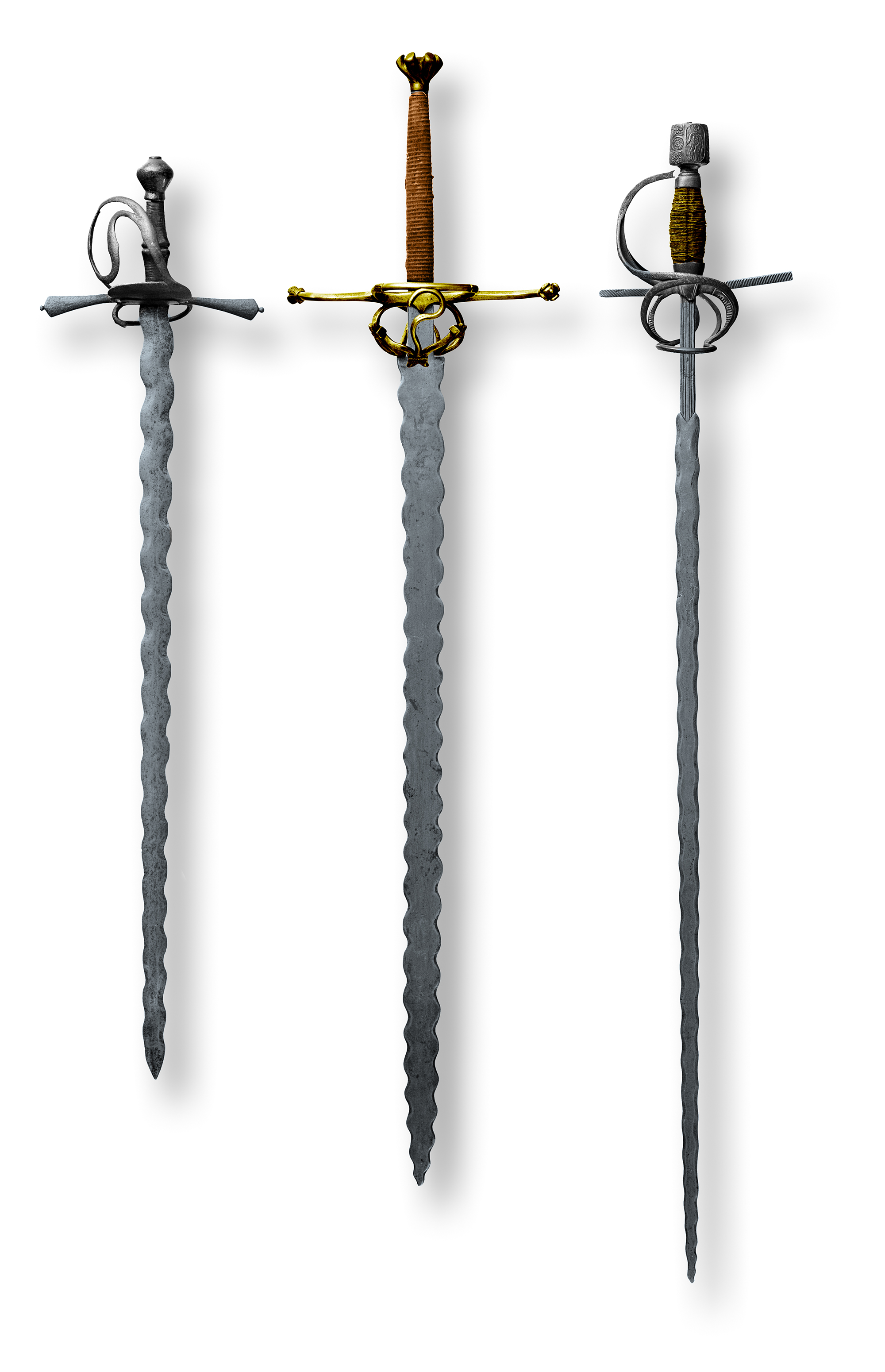
Deutsche Flamberge Klingen im Museum Livrustkammaren (Schweden). Es handelt sich um ca. 1840–1850 hergestellte Kopien von Originalen zu Beginn des 16. Jahrhunderts. In der Mitte ein Zweihänder, Rechts ein Rapier.

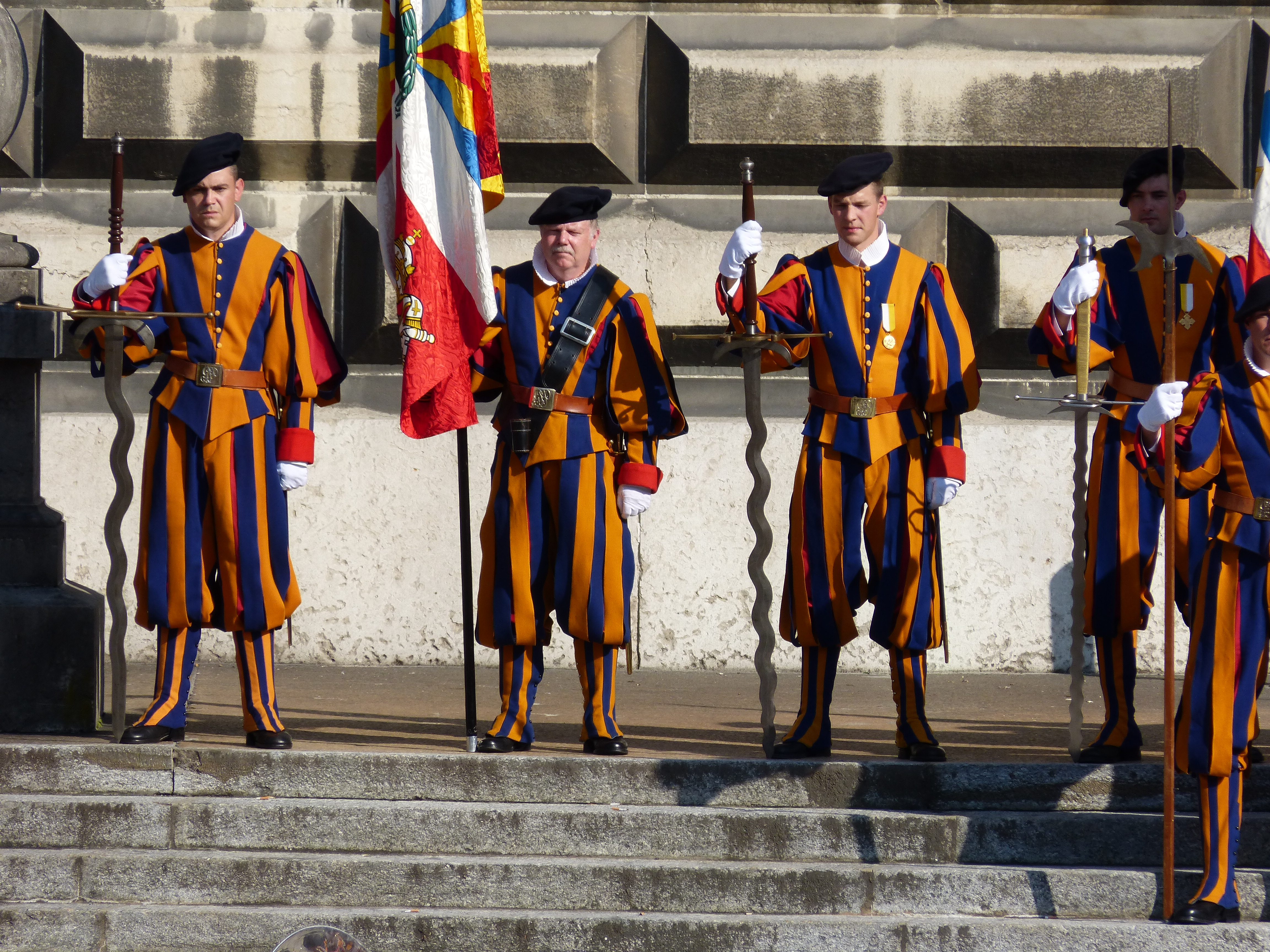
Mitglieder der Päpstlichen Schweizergarde auf der Treppe des Palais de Rumine mit (zeremoniell verwendeten) „Flammenschwertern“

Der Flamberge (Flamberg oder Floberge) ist ein beidhändig geführtes Schwert, das vermutlich in der mittelalterlichen Schweiz seine Ursprünge hat. Es ist eine Version des europäischen Zweihänders mit einem Wellen- oder Flammenschliff.
Der Begriff Flamberge wurde zeitweise auch für alle Klingenwaffen mit geflammter Klinge verwendet (Dolche, Rapiere etc.).

## Beschreibung
Den Namen Flamberge trägt es wegen seiner gewellten (geflammten, also flammenförmigen) Klinge. Es wurde hauptsächlich dazu verwendet, Gassen in feindliche Pikenierswälle zu schlagen (sog. Gassenhauer), so dass eigene Fußtruppen durch diese nachrücken konnten und so bis zu den feindlichen Pikenieren durchkamen, sowie feindliche Soldaten, die zwischen den Pikenierreihen vordrangen, abzuwehren. Den für diese Aufgabe angeworbenen Söldnern, den sogenannten Doppelsöldnern oder Schwertspielern, wurde der doppelte Sold gezahlt. Die Doppelsöldner waren zu ihrer Einsatzzeit hochbezahlte Spezialisten, die allerdings in der Regel kein langes Leben hatten.
Die Länge der Klinge eines Flammenschwerts war unterschiedlich. Die Schwerter wurden oftmals individuell angefertigt, zumal die Träger unterschiedliche Körpergrößen aufwiesen. In der schweizerischen Stadt Chur kann man in verschiedenen Museen unterschiedliche Flammenschwerter aus den Jahren zwischen 1200 und 1550 begutachten.